# Смягликов, Владислав Викторович
Владислав Викторович Смягликов (род. 5 апреля 1993, Добруш, Гомельская область, Беларусь) — белорусский боксёр-любитель, выступающий в тяжёлой весовой категории. Мастер спорта международного класса Республики Беларусь, член национальной сборной Беларуси, участник Олимпийских игр 2020 года, серебряный призёр Европейских игр (2019), многократный национальный чемпион Беларуси, победитель и призёр международных и национальных турниров в любителях.

## Биография
Родился 5 апреля 1993 года в городе Добруш в спортивной семье, мать занималась лёгкой атлетикой. Окончил профессиональный колледж со специальностью «электрогазосварщик-водитель», учился в Гомельском государственном университете имени Франциска Скорины. Занимается тренерской деятельностью в Добруше.

## Любительская карьера
Знакомство с боксом у Владислава началось с Гомельского областного центра олимпийского резерва по боксу, куда тот ездил с Добруша на платные занятия. Потенциал парня заметил Сергей Пьянов, который и сейчас является личным тренером спортсмена.
Первым крупным международным турниром для Владислава стал болгарский «Странджа-2017» в Софии, где он смог выиграть золотую медаль в весовой категории до 91 кг, победив азербайджанца Рахила Маммадли, украинца Дмитрия Лисового, россиянина Ислама Такеева и болгарина Кристьяна Димитрова.
На чемпионате мира 2017 года в Гамбурге победил таджика Джахона Курбонова, но проиграл в следующем круге нидерландцу Рою Корвингу решением судей 2:3.
В 2018 году на турнире А-класса по боксу памяти Виктора Ливенцева в Минске вышел в финал в весовой категории до 91 кг.
В апреле 2019 года победил на чемпионате Беларуси в Гомеле, тем самым получил лицензию на участие в Европейских играх 2019 года.
В том же апреле на международной турнире имени Давида Квачадзе в Тбилиси взял бронзовую медаль, а в июне 2019 года завоевал серебро в весе до 91 кг на Европейских играх, в финале проиграв опытному россиянину Муслиму Гаджимагомедову.
В апреле 2021 года завоевал серебро в весе до 91 кг на международном турнире «Кубок Губернатора Санкт-Петербурга», вновь проиграв в финале россиянину Муслиму Гаджимагомедову.

### Олимпийские игры 2020 года
В конце июня 2021 года стало известно, что Смягликов получил право выступить на Олимпийских играх 2020 года. Заключительные квоты были распределены согласно рейтингу Boxing Task Force. В июле стал участником Олимпийских игр в Токио, где в 1/8 финала соревнований по очкам победил самоанца Ато Плодзицкий-Фаогали. По результатам соревнований Смягликов остановился на стадии 1/4 финала, уступив новозеландцу Дэвиду Ньике.
В конце октября 2021 года в Белграде (Сербия), участвовал в чемпионате мира в категории до 92 кг. Где в 1/16 финала проиграл по очкам узбеку Мадияру Сайдрахимову.

### 2023 год
В октябре 2023 года, в Будве (Черногория) участвовал в турнире Кубок Европы EUBC Cup 2023, где он в 1/8 финала по очкам со счётом 4:1 победил француза Сохеба Буафиа, но в четвертьфинале по очкам со счётом 0:5 проиграл россиянину Рамазану Ханапиеву.